# Nagroda Filmfare Krytyków dla Najlepszego Aktora
Filmfare Nagroda Krytyków dla Najlepszego Aktora  to jedna z kategorii indyjskiej nagrody filmowej Filmfare, przyznawana co roku przez czasopismo Filmfare Magazine za największe osiągnięcia artystyczne w indyjskich filmach w języku hindi. Jest indyjską nagrodą filmową najwyższej rangi, stąd porównuje się ją do amerykańskich Oscarów.
Nagroda Filmfare Krytyków dla Najlepszego Aktora składa się z dwóch kategorii: dla najlepszego aktora i dla najlepszej aktorki. Trzykrotnie zdobyła ją Manisha Koirala i Tabu, dwukrotnie Kareena Kapoor, Rani Mukerji, Amitabh Bachchan, Manoj Bajpai i Shah Rukh Khan.
Lista nagrodzonych w następujących filmach:
| Rok  | Nagrodzeni                                  | Tytuł filmu                                    |
| ---- | ------------------------------------------- | ---------------------------------------------- |
| 2008 | Darsheel Safary & Tabu                      | Gwiazdy na ziemi & Cheeni Kum                  |
| 2007 | Aamir Khan & Kareena Kapoor                 | Kolor szafranu & Omkara                        |
| 2006 | Amitabh Bachchan & Rani Mukerji             | Black                                          |
| 2005 | Pankaj Kapoor & Kareena Kapoor              | Maqbool & Dev                                  |
| 2004 | Hrithik Roshan & Urmila Matondkar           | Znalazłem cię & Bhoot                          |
| 2003 | Ajay Devgan, Rani Mukerji & Manisha Koirala | Company, Ukochana & The Legend of Bhagat Singh |
| 2002 | Amitabh Bachchan & Karisma Kapoor           | Aks & Zubeidaa                                 |
| 2001 | Shahrukh Khan & Tabu                        | Miłość żyje wiecznie & Astitva                 |
| 2000 | Manoj Bajpai & Tabu                         | Shool & Hu Tu Tu                               |
| 1999 | Manoj Bajpai & Shefali Chhaya               | Satya                                          |
| 1998 | Anil Kapoor & Tabu                          | Virasat                                        |
| 1997 | Manisha Koirala                             | Khamoshi                                       |
| 1996 | Manisha Koirala                             | Bombay                                         |
| 1995 | Farida Jalal                                | Mammo                                          |
| 1994 | Shahrukh Khan                               | Czasem tak, czasem nie                         |
| 1993 | Dimple Kapadia                              | Rudaali                                        |
| 1992 | -                                           | -                                              |
| 1991 | Anupam Kher                                 | Daddy                                          |